# Ladywood
Ladywood – dzielnica w Birmingham, w Anglii, w West Midlands, w dystrykcie metropolitalnym Birmingham. W 2020 dzielnica liczyła 30344 mieszkańców.